# دانشگاه ملی پلی‌تکنیک ارمنستان
دانشگاه مهندسی دولتی ارمنستان در سال ۱۹۳۳ بنام انستیتو پلی‌تکنیک ایروان (کارل مارکس) تأسیس گردید و بعد از فروپاشی اتحاد جماهیر شوروی در نوامبر ۱۹۹۱ به دانشگاه مهندسی دولتی جمهوری ارمنستان تبدیل گردید. این دانشگاه در شماره ۱۰۵ خیابان تریان، شهر ایروان واقع شده‌است.

## دانشکده‌ها
- دانشکده شیمی
- دانشکده برق
- دانشکده برق قدرت
- دانشکده ماشین‌سازی
- دانشکده سایبرنتیک
- دانشکده رادیو و مخابرات
- دانشکده علوم کامپیوتر
- دانشکده مکانیک
- دانشکده ریاضیات
- دانشکده متالورژی
- دانشکده حمل و نقل
- دانشکده علوم اجتماعی